# مزرعه علی بن موسی الرضا
مزرعه علی بن موسی الرضا (فارسی: مزرعه علی بن موسی الرضا) روستایی در دهستان گرمسیر مهاباد بخش مهاباد شهرستان اردستان استان اصفهان است. در سرشماری سال ۱۳۸۵ جمعیت این روستا ۱۶ نفر در قالب ۵ خانوار بود. این روستا با اسم مزرعه چاه کرمانی نیز شناخته می‌شود.